# Grodzisko (Wodzisław Śląski)
Grodzisko (dawn. Wodzisławski Zamek, niem. Alt Loslau, Alte Schloss) – historyczna część Wodzisławia Śląskiego w dzielnicy Stare Miasto, stanowiąca las i wzgórze oraz zabudowania wzdłuż ulicy Grodzisko.
Prawdopodobnie na Grodzisku był lokowany Wodzisław przed 1257 rokiem. 
Wodzisławski Zamek stanowił obszar dworski w powiecie rybnickim. 1 sierpnia 1924 jednostkę zniesiono i włączono do Wodzisławia.
W 1932 roku zelektryfikowano Grodzisko przez gminę Marklowice na prośbę mieszkańców i magistratu wodzisławskiego. Po zakończeniu II wojny światowej wschodnia mniejsza część obszaru Grodziska, została włączona do gminy Marklowice i stała się jej dzielnicą, pozostawiając w Wodzisławiu część zachodnią z wzniesieniem, lasem i Wieżą Romantyczną. Przy ulicy Grodzisko znajduje się kilkanaście prywatnych domów. Ulica zamieszkiwana przez lekarzy, prawników i polityków szybko stała się wyjątkowo pożądanym miejscem do zamieszkania zyskując tytuł „prestiżowej”. Nieopodal w lesie miejskim znajduje się zbiornik wodny i kąpielisko Balaton.
Na Grodzisku mieści się Baszta Rycerska z 1867 wybudowana przez Edwarda Braunsa – ówczesnego właściciela Dominium Wodzisławskiego.